# Gråhuvad fruktduva
Gråhuvad fruktduva (Ptilinopus hyogastrus) är en fågel i familjen duvor inom ordningen duvfåglar.

## Utseende och läte
Gråhuvad fruktduva är en liten och vackert tecknad grön duva med kontrasterande ljusgrått på huvud och teckningar på rygg och vingar. Den har vidare en djupt vinröd fläck på buken och citrongult under stjärten. Läötet är ett "whooOOOo" som ökar i ljudstyrka.

## Utbredning och systematik
Fågeln förekommer i norra Moluckerna (Morotai, Halmahera, Bacan, Tidore och Ternate). Den behandlas som monotypisk, det vill säga att den inte delas in i några underarter.

## Levnadssätt
Gråhuvad fruktduva hittas i skogar och skogsbryn i låglänta områden och förberg. Där ses den i smågrupper i trädtaket.

## Status och hot
Arten har ett stort utbredningsområde, men tros minska i antal, dock inte tillräckligt kraftigt för att den ska betraktas som hotad. Internationella naturvårdsunionen IUCN listar arten som livskraftig (LC).